# شوجی سانو
شوجی سانو (انگلیسی: Shūji Sano; ۲۰ اکتبر ۱۹۱۲ – ۲۱ دسامبر ۱۹۷۸) بازیگر اهل ژاپن بود.